# Halicyclops korodiensis
Halicyclops korodiensis – gatunek widłonoga z rodziny Halicyclopidae. Nazwa naukowa tych skorupiaków została opublikowana w 1952 roku przez nigeryjskiego zoologa Sanyę Dojo Onabamiro (1913–1985).